# Таманрассет (річка)
22°55′43″ пн. ш. 5°28′18″ сх. д. / 22.9285° пн. ш. 5.4718° сх. д.
Річка Таманрассет — давня річка на території сучасної пустелі Сахара.
Існувала близько 5 тисяч років тому. Її джерела знаходилися, швидше за все, на півдні Атлаських гір і нагір'я Ахаггар в сучасному Алжирі. Річка з численними притоками мала довжину понад 500 кілометрів і в районі Мавританії впадала в Атлантичний океан.
Поховане річище річки виявлене за допомогою інструмента PALSAR (Phased Array type L-band Synthetic Aperture Radar) з японського супутника ALOS (Advanced Land Observing Satellite).